# Headis
Le tennis de tête, aussi appelé headis, est une variante tennis de table qui se joue avec la tête. Ce sport est apparu en Allemagne dans les années 2000,. Un championnat du monde est organisé tous les ans depuis 2006.

## Histoire
Le sport Headis (composé du mot anglais head qui signifie tête et du suffixe -is de tennis) a été inventé en 2006 par l'étudiant en sport René Wegner. Un terrain de football à Kaiserslautern, en Allemagne, était occupé mais la table de ping-pong était disponible, ils ont donc commencé à jouer avec une balle en caoutchouc seulement avec leurs têtes,. En ce moment il y a des tournois internationaux, Championnats du monde et européens, et un nombre estimé de joueurs de 80 000. À partir de l'Université de la Sarre, le sport s'est répandu dans toute l'Allemagne. Plusieurs apparitions à la télévision et vidéos virales en ligne ont augmenté la popularité au cours des dernières années,.

### Première diffusion
Le headis a commencé à se propager par l'intermédiaire des étudiants allemands. L'université de la Sarre a été la première institution à suivre une formation de headis régulière. De plus en plus d'universités ont ajouté le headis à leur emploi du temps,. Outre les universités, il existe d'autres possibilités de jouer au headis. Le 1. FC Kaiserslautern et le SV Darmstadt 98 offrent une formation régulière.

### Début de la série de tournois
En 2008, les premiers tournois Headis World Cup ont été organisés. En 2016, il y a eu onze tournois de Coupe du monde avec plus de 1 000 concurrents. Chaque année, il y a dix à douze tournois qui sont la base du Championnat du Monde de Headis.

## Règles
Deux joueurs jouent autour d'une table de ping-pong régulière et la balle doit seulement entrer en contact avec la tête. La table, cependant, peut être touchée par n'importe quelle partie de votre corps. Jouer une volée est également autorisé. Après chaque balle jouée, il faut toucher le sol avant de passer à la prochaine balle.
Les sets sont joués à onze points, et les joueurs doivent gagner par deux points de différence. Les parties sont décidées par le meilleur des trois sets.

## Équipement

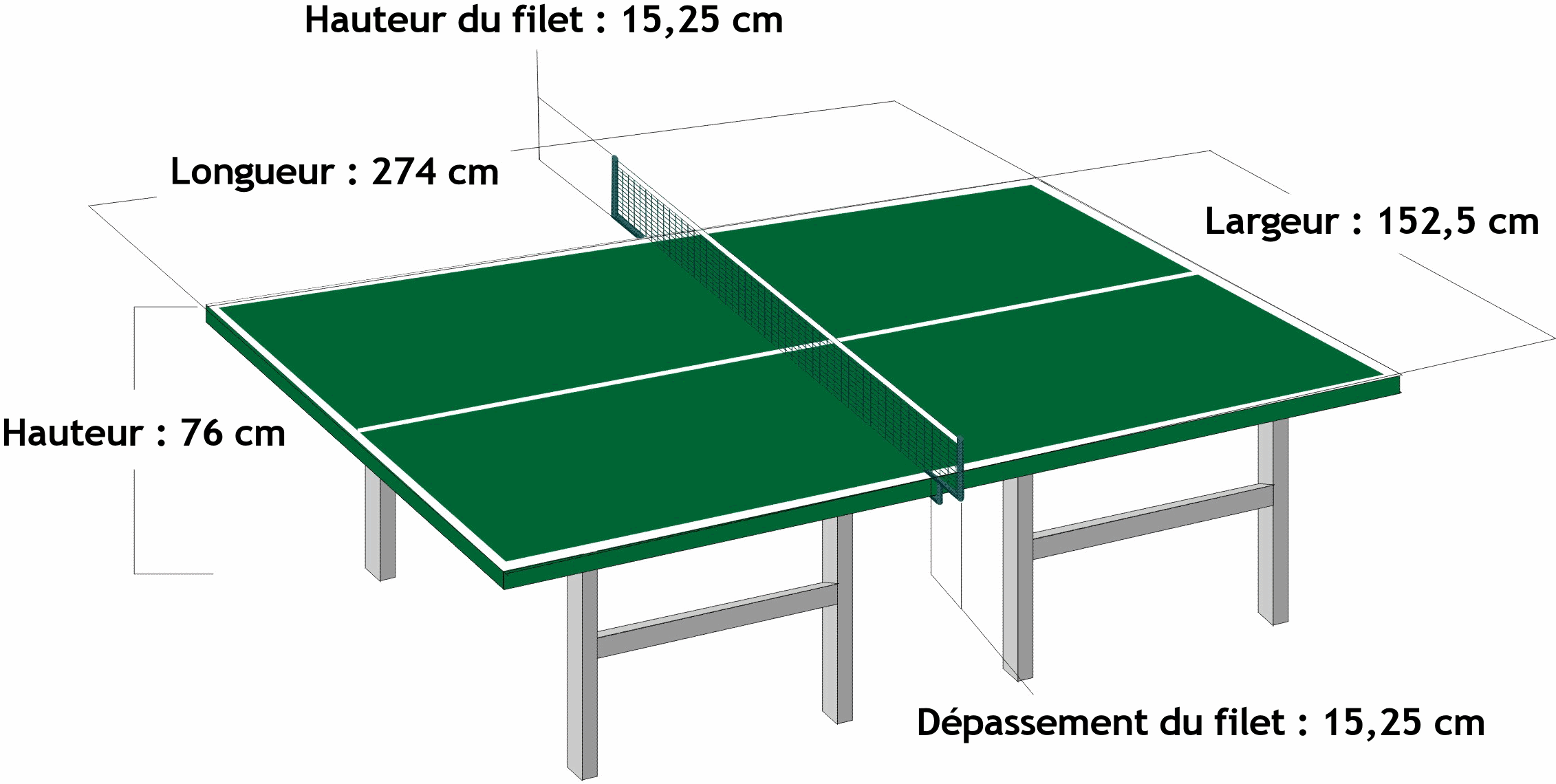
Table de tennis de table, pour la variante headis le filet est en métal mais la table conserve les mêmes dimensions.

Table de ping-pong: Le headis est joué sur une table de tennis de table régulière. Les mesures sont les mêmes. Comme la balle de headis est plus lourde qu'une balle de tennis de table, le filet est fait de métal, ce qui le rend plus stable.
Balle de headis : Le headis se joue avec une balle spéciale. Il se compose de caoutchouc, pèse environ 100 grammes (3,5 oz) et a une circonférence de 50 centimètres (20 pouces).

## Tournois et championnats

### Configuration de la série de tournois
Chaque année, il y a dix à douze tournois de la coupe du monde de headis. Les résultats de ces tournois font le classement mondial de headis.

### Noms de joueurs
Les joueurs n'utilisent pas leurs noms habituels lors des tournois. Ils choisissent des noms comme "Headi Potter" ou "Rolli der Schlächter".

### Classement mondial
Le classement mondial de headis est établi à partir des résultats des tournois de la Headis World Cup. Les joueurs reçoivent des points de classement mondial en fonction de leur classement aux tournois. Plus le tournoi est important, plus les joueurs ont de points. Les 15 derniers tournois construisent le classement. En décembre 2017, les deux meilleurs joueurs mondiaux sont Cornelius "Headsinfarkt" Döll (1480 points) et Margarita "Klausi" Marmol Fernandez (1118 points).

### Les tournois les plus importants

#### Championnat du monde
Le championnat annuel Headis World est le tournoi le plus important de l'année. C'est le seul tournoi avec des joueurs illimités et cela affecte le classement mondial plus que tous les autres tournois,. Au Championnat du monde 2016, il y avait des joueurs de 12 pays.
| Année | Champion du monde    | Championne du monde                  |
| ----- | -------------------- | ------------------------------------ |
| 2006  | Ronnie aus dem Osten | -                                    |
| 2007  | Fefe le Gripper      | das pulsierend pokernde Party Pony   |
| 2008  | Marvelous 96         | Shorey                               |
| 2009  | Marvelous 96         | Hoshi                                |
| 2010  | Lord Voldehead       | Hoshi                                |
| 2011  | Marvelous 96         | Hoshi                                |
| 2012  | Heineken             | Hoshi                                |
| 2013  | Headsinfarkt         | Headi Bobics junger Tatapan          |
| 2014  | Heineken             | Red Hot Chili Headers Missing Pepper |
| 2015  | Headsinfarkt         | Red Hot Chili Headers Missing Pepper |
| 2016  | Headsinfarkt         | Klausi                               |
| 2017  | Sebastian Headdel    | Klausi                               |

#### Championnat d'Europe
Depuis 2015, un championnat d'Europe (CE) est organisé. La CE est le seul tournoi où les hommes et les femmes jouent la même compétition. En 2015, quatre pays ont concouru: l'Allemagne, la République tchèque, la Suisse et la Belgique. En 2016, la République dominicaine a également rejoint le tournoi. La CE n'affecte pas le classement mondial.
| Année | Champion(ne) d'Europe |
| ----- | --------------------- |
| 2015  | Sniper Schorsch       |
| 2016  | Headsinfarkt          |
| 2017  | Headsinfarkt          |

### Headis Masters
Depuis 2011, le Headis Masters annuel est hébergé. Les 18 meilleurs hommes et les huit meilleures femmes de la dernière année civile y ont droit. Le champ de départ est complété par deux caractères génériques chacun.
| Année | Maîtres Vainqueur (Homme) | Maîtres Vainqueur (Femmes)           |
| ----- | ------------------------- | ------------------------------------ |
| 2011  | Heineken                  | -                                    |
| 2012  | Promilla                  | -                                    |
| 2013  | Headbrötchen mit Zwiebeln | Hoshi                                |
| 2014  | Lauchgesicht              | Red Hot Chili Headers Missing Pepper |
| 2015  | Sniper Schorsch           | Headi Bobics junger Tatapan          |
| 2016  | Headsinfarkt              | Headi Bobics junger Tatapan          |
| 2017  | Headsinfarkt              | Klausi                               |

## Propagation
Actuellement, 18 universités allemandes proposent régulièrement des cours de headis. En 2010 et 2011 à Kaiserslautern il y avait l'adh-Trophy Headis, qui est le championnat allemand de headis universitaire,.
Le headis fait également partie de club sportif, entre autres, le 1. FC Kaiserslautern et le SV Darmstadt 98 ont régulièrement des cours de headis.
Le sport est populaire dans d'autres pays que l'Allemagne. Il y a des partenaires officiels en Suisse, en Belgique, aux Pays-Bas, en République tchèque, en République dominicaine, en Chine et au Japon,,.